# Iulia Olteanu
Iulia Olteanu, geborene Iulia Negură (* 26. Januar 1967 in Piatra Neamț) ist eine ehemalige rumänische Langstreckenläuferin.

## Leben
Über 10.000 m belegte sie bei den Leichtathletik-Weltmeisterschaften 1991 in Tokio Rang 17, bei den Weltmeisterschaften 1993 in Stuttgart Rang 16 und bei den Olympischen Spielen 1996 in Atlanta Rang 8. Bei den Halbmarathon-Weltmeisterschaften wurde sie 1992 in South Shields Zehnte, 1993 in Brüssel Siebte und 1994 in Oslo Zweite; mit der Mannschaft holte sie 1992 Bronze und 1993 sowie 1994 Gold.
1992 und 1993 gewann sie den Great South Run und 1994 Marseille – Cassis.
Bei den Crosslauf-Europameisterschaften 1995 in Alnwick wurde sie Elfte und gewann mit der rumänischen Mannschaft Silber. Ein Jahr später lief sie bei den Crosslauf-Europameisterschaften 1996 in Charleroi als Erste ein, wurde aber bei der anschließenden Dopingkontrolle positiv auf Stanozolol getestet, disqualifiziert und wegen dieses Verstoßes gegen die Dopingbestimmungen bis 1999 gesperrt.
Insgesamt wurde sie einmal rumänische Meisterin über 5000 Meter (1999), dreimal über 10.000 Meter (1990, 1991, 1995), zweimal im Halbmarathon (2001, 2003) und dreimal im Crosslauf (1988, 1993, 1999). 2002 wurde sie beim Vienna City Marathon Sechste.

## Persönliche Bestzeiten
- 3000 m: 8:53,19 min, 8. Juni 1991, Bukarest
- 5000 m: 15:06,73 min, 20. Juni 1999, Paris
- 10.000 m: 31:26,46 min, 2. August 1996, Atlanta
- Halbmarathon: 1:09:15 h, 24. September 1994, Oslo
- Marathon: 2:40:14 h, 26. Mai 2002, Wien